# Pointe de Vallières
La pointe de Vallières est un cap rocheux situé à Saint-Georges-de-Didonne, dans le département de la Charente-Maritime et la région Nouvelle-Aquitaine. Ce promontoire, particulièrement saillant et très découpé du fait d'une érosion marquée, constitue une avancée dans l'estuaire de la Gironde. Il est tout à la fois une des limites de la plage de la Grande-Conche (avec le promontoire de Foncillon) et de la conche de Saint-Georges (avec la pointe de Suzac). 
Moyennement urbanisée, la pointe de Vallières conserve néanmoins quelques espaces préservés, aux abords du boulevard de la corniche, où ont été aménagés de petits belvédères (bancs faisant face à l'embouchure de la Gironde et à la pointe de Grave, aires de pique-nique...). Non loin de là, le phare de Vallières est un des monuments emblématiques de la ville. Aujourd'hui éteint, il servait à l'origine à baliser le port de Saint-Georges; il se visite en saison (juillet et août).

## Présentation
« Il me semblait que, sur ces landes, les oiseaux chantaient mieux qu'ailleurs. Jamais je ne trouvai une alouette comme celle que j'entendis en juillet sur le promontoire de Vallières. Elle montait dans l'esprit des fleurs, montait dorée du soleil qui se couchait sur l'Océan (...) De tout cela, chants et parfum, air doux et mer adoucie par l'eau de la belle rivière, se compose une harmonie infiniment agréable. »

— Jules Michelet, La mer, 1861
La pointe de Vallières est un des nombreux caps rocheux qui scandent le littoral de la côte de Beauté, depuis le promontoire de Terre-nègre à Saint-Palais-sur-Mer jusqu'à celui du Caillaud à Talmont-sur-Gironde. D'un point de vue géologique, elle est constituée de roches datant de la période du crétacé supérieur, et plus précisément de l'étage stratigraphique maastrichtien, où dominent les strates calcaires jaunâtres riches en bryozoaires, échinodermes et sphérulites, qui témoignent de la présence d'une mer chaude et peu profonde à la fin de l'ère secondaire. Quelques lentilles relictuelles datant de la période éocène peuvent également être observées aux abords du phare. 
Les côtes de Vallières sont constituées de falaises, moins abruptes que celles de Suzac du fait d'une érosion plus marquée, plus découpées aussi (petites criques abritées, cavités, parmi lesquelles la grotte de la Pointe de Vallières — mais aussi la modeste « île aux mouettes », fragment de falaise désolidarisé du reste de la pointe, colonisé par des oiseaux de mer). Dans sa partie sud, la pointe de Vallières se prolonge par une digue qui marque l'entrée du port. Au nord comme au sud, la pointe est prolongée par de vastes platiers, parmi les plus développés de la côte de Beauté : ce sont, respectivement, le banc de Vallières et celui de la Béchade, à l'entrée du port.

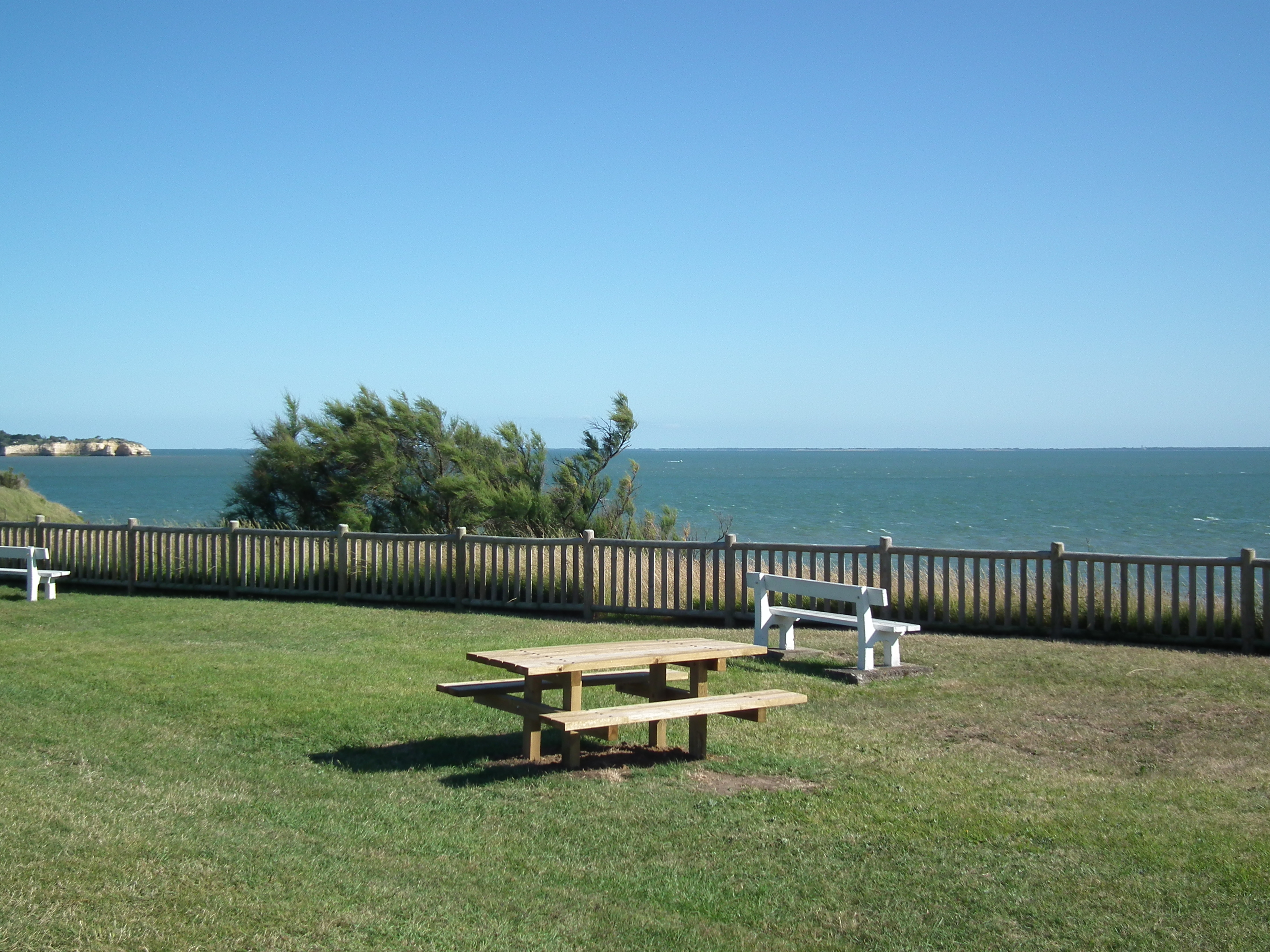
Belvédère et aire de pique-nique à la pointe de Vallières.

L'urbanisation est une des caractéristiques essentielles du site, qui était jusqu'au début du XXe siècle un lieu « à l'écart », peu construit, où le milieu naturel était prépondérant. Le développement constant de la ville, et plus globalement de l'agglomération royannaise, explique que le site ait été soumis à une pression foncière importante. 
Le bâti est essentiellement constitué de pavillons, de villas balnéaires, de résidences (côte sud), mais aussi de quelques immeubles aux lignes plus verticales (côte nord). Le site accueille également d'autres infrastructures, comme une polyclinique, une maison de retraite ou encore un des deux châteaux d'eau de la commune; il abrite en outre quelques restaurants. Jusqu'en 2012, l'une des criques de la pointe abritait une boîte de nuit (« Les Pirates » des années 1960 à 1998, puis sous différentes appellations). 
La végétation, grignotée par l'urbanisation mais aussi soumise aux conditions climatiques (sécheresses récurrentes, tempêtes hivernales) y est assez limitée. Quelques bosquets épars se maintiennent, tant sur la côte nord que sur la côte sud, mais aussi, quoique plus clairsemé, à l'extrémité de la pointe (La crète). 
Le réseau viaire est structuré autour de plusieurs axes : le boulevard De Lattre de Tassigny, prolongement du boulevard Garnier (Royan), du boulevard du Général Frénal et du boulevard de la côte de Beauté (Saint-Georges-de-Didonne), marque la limite avec le centre-ville et le quartier du Coca. Le boulevard de la corniche longe la pointe, côté nord et côté ouest, offrant des vues panoramiques sur l'estuaire, les baies de Royan et de Saint-Georges et les côtes du Médoc toutes proches. Autres axes structurants, la rue de la crète, la rue du port ou la rue de la vigie desservent les différents îlots. Enfin, au sud, un promenade (promenade Charles Martel) a été aménagée entre le port et le centre-ville. Elle se décompose en une promenade basse, pavée et dotée de quelques équipements sportifs (base nautique, boulodrome, etc.), et une promenade haute, sous les arbres (sentier des douaniers).